# Glutammato deidrogenasi
La glutammato deidrogenasi è un enzima, presente sia nei procarioti che negli eucarioti, appartenente alla classe delle ossidoreduttasi, che catalizza la seguente reazione:
L-glutammato + H2O + NAD+ ⇄ 2-chetoglutarato + NH3 + NADH + H+